# GEO-Kompsat 2A
O GEO-Kompsat 2A (também conhecido por GK 2A e Chollian 2A) é um satélite meteorológico geoestacionário sul-coreano que foi construído e também é operado pela Instituto de Pesquisa Aeroespacial da Coreia (KARI). Ele está localizado na posição orbital de 128,2 graus de longitude oeste. O satélite tem uma expectativa de vida útil de 10 anos.

## Lançamento
O satélite foi lançado com sucesso ao espaço em 4 de dezembro de 2018, às 20:37 UTC, por meio de um veículo Ariane 5 ECA a partir do Centro Espacial de Kourou, na Guiana Francesa, juntamente com o satélite GSAT-11. Ele tinha uma massa de lançamento de 3420 kg.